# Skulpturenweg Aarbergen

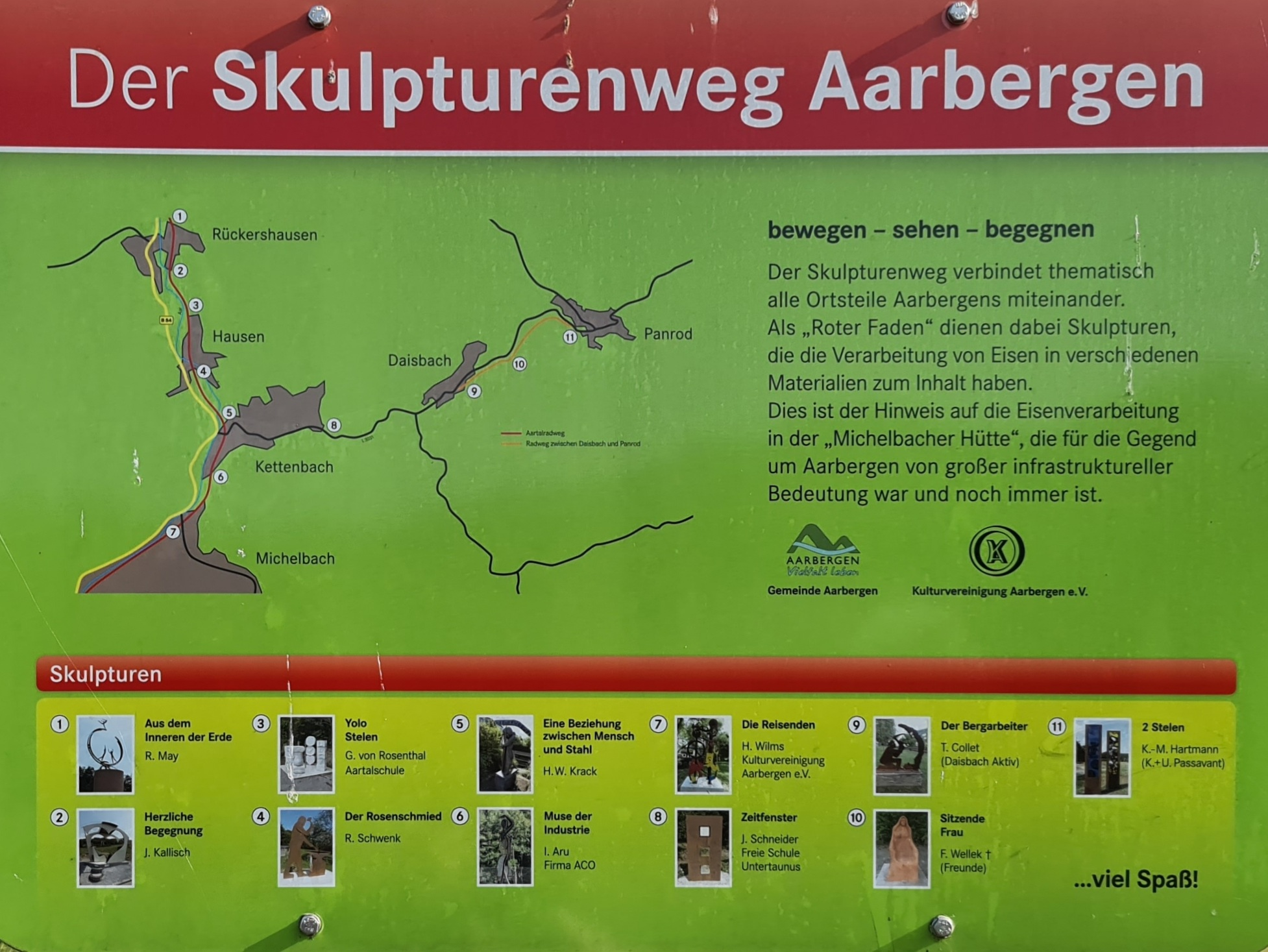
Info-Tafel Der Skulpturenweg Aarbergen an mehreren Skulpturen-Standorten

Der Skulpturenweg Aarbergen unter dem Motto: bewegen-sehen-begegnen entlang der Aar verbindet thematisch alle Ortsteile Aarbergens miteinander. Auf dem Skulpturenweg werden insgesamt 11 Skulpturen von verschiedenen Künstlern gezeigt. Leitgedanke für die Materialauswahl bei 8 der 11 Skulpturen war die große Bedeutung der Eisenverhüttung in der Region, von der die Michelbacher Hütte seit 1656 bis zum heutigen Tag eindrucksvoll Zeugnis ablegt.
| Skulptur Nr. | Bild                                     | Standort             | Titel                                    | Künstler                                   | Beschreibung |
| ------------ | ---------------------------------------- | -------------------- | ---------------------------------------- | ------------------------------------------ | --- |
| 1            | Aus dem Inneren der Erde                 | Rückershausen        | Aus dem Inneren der Erde                 | R. May                                     | Die Skulptur symbolisiert die Gewinnung und Verarbeitung des Eisenerz.                                                  |
| 2            | Herzliche Begegnung                      | Rückershausen        | Herzliche Begegnung                      | J. Kallisch                                | Die Begegnungsbank der offenen Herzen ist eine Einladung, sich Zeit zu nehmen für ein Miteinander von Mensch zu Mensch. |
| 3            | Yolo Stelen                              | Hausen               | Yolo Stelen                              | G. von Rosenthal, Aartalschule             | You only live once (du lebst nur einmal) die Botschaft der Jugend.                                                      |
| 4            | Der Rosenschmied                         | Hausen               | Der Rosenschmied                         | R. Schwenk                                 | Der Schmied schmiedet eine Rose. Symbol für Liebe, Hoffnung, Toleranz und gegen das Vergessen.                          |
| 5            | Eine Beziehung zwischen Mensch und Stahl | Kettenbach           | Eine Beziehung zwischen Mensch und Stahl | H. W. Krack                                | Die Darstellung der versehrten weiblichen Figur mahnt, Eisen friedlich zu nutzen.                                       |
| 6            | Muse der Industrie                       | Kettenbach           | Muse der Industrie                       | I. Aru, Fa. ACO                            | Die Muse der Industrie ist in mehreren Orten auf der Welt zu finden, z. B. in China in der Stadt Wuru.                  |
| 7            | Die Reisenden                            | Michelbach           | Die Reisenden                            | H. Wilms, Kulturvereinigung Aarbergen e.V. | Eine Familie auf dem Weg. Material Eisenschrott Fa. ACO, Rot – Gelb – Blau gewählt als fröhlichster Farbklang.          |
| 8            | Zeitfenster                              | Kettenbach           | Zeitfenster                              | J. Schneider, Freie Schule Untertaunus     | Zeitfenster symbolisch für Vergangenheit (Passavant), Gegenwart (Freie Schule), Zukunft (Friedenstaube)                 |
| 9            | Der Bergarbeiter                         | Daisbach             | Der Bergarbeiter                         | T. Collet, Daisbach Aktiv                  | Erinnerung an den Silberabbau in Daisbach 1867–1879.                                                                    |
| 10           | Sitzende Frau                            | Daisbach nach Panrod | Sitzende Frau                            | F. Wellek † (Freunde)                      | Sitzende Skulptur und gleichzeitig Sitzgelegenheit am „Busen der Natur“.                                                |
| 11           | 2 Stelen                                 | Panrod               | 2 Stelen                                 | K.-M. Hartmann, K. + U. Passavant          | Zwei Stelen symbolisieren die Michelbacher Eisenhütte (Passavant-Werke) sowie die Natur der Umgebung.                   |

## Quelle
- Flyer Der Skulpturenweg Aarbergen (Weblinks)